# 利吉温泉

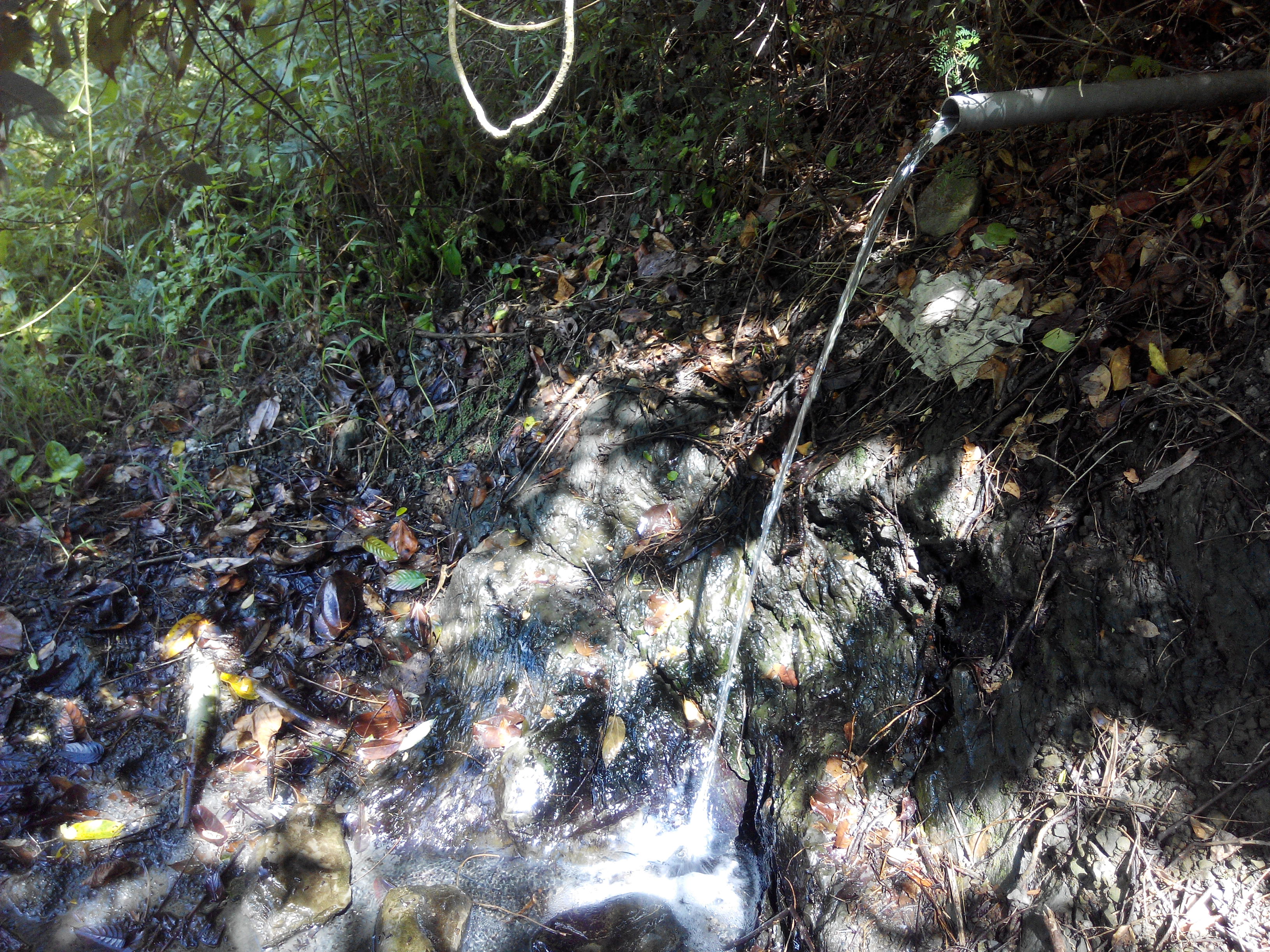
利吉温泉 第一源泉

利吉温泉（りきちおんせん lìjí wēnquán）は台湾台東県卑南郷にある温泉、源泉は剣山（zh:劍山 (台灣)）の麓にある卑南渓支流に属す野湯。

## 泉質
泉音は約31℃～35℃、pHは8.12で弱アルカリ性の塩化物泉。

## 地質
利吉温泉周辺は沈積岩地質で、2つの温泉源泉がある。

## 画像

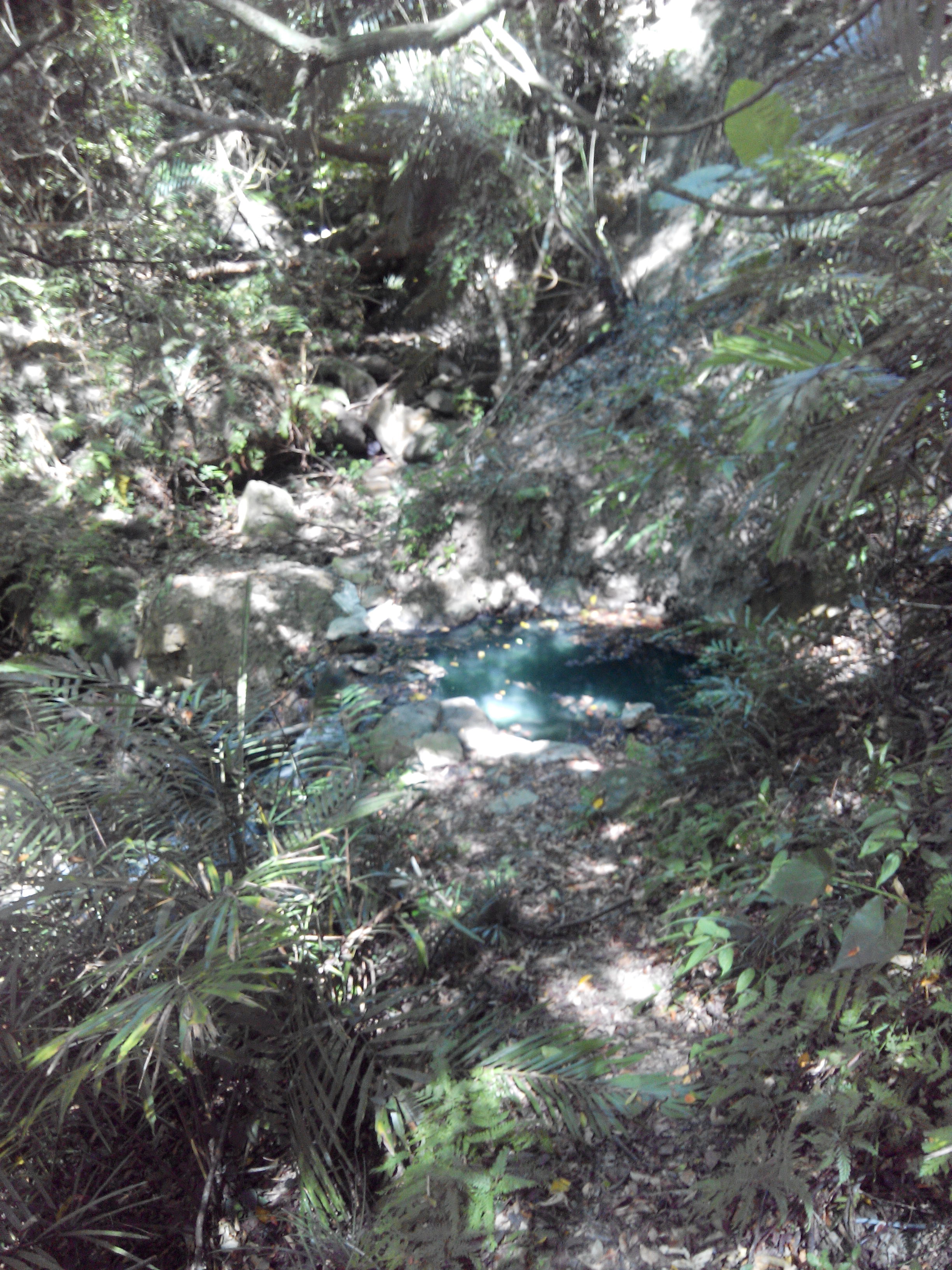
利吉温泉 第二源泉
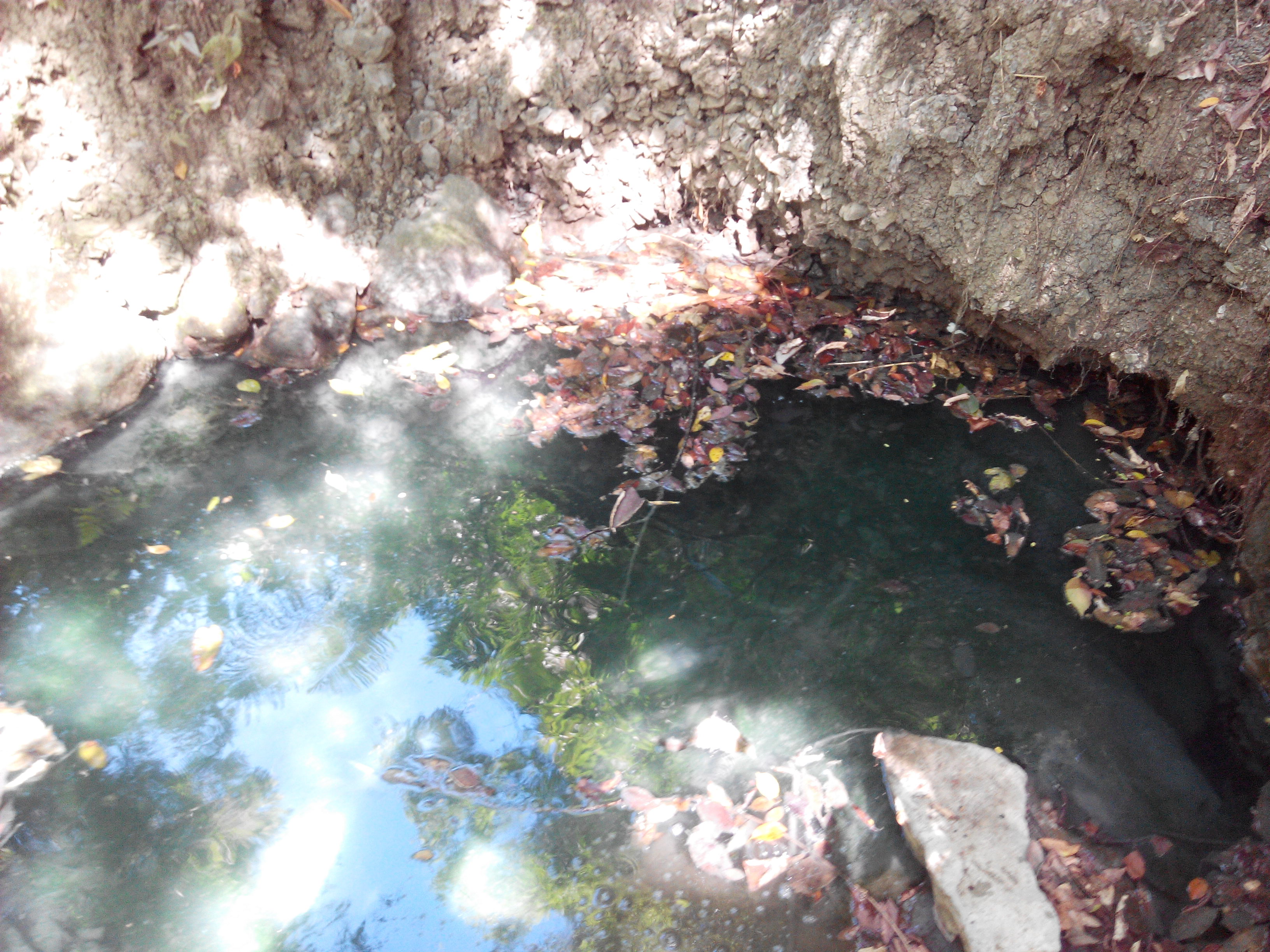
利吉温泉 第二源泉付近

## アクセス
県道197号46～47キロ地点にある利吉橋から徒歩で橋の下に降りると到達する。

## 参考資料
1. ↑  “台灣溫泉探勘網-利吉溫泉”. 2017年5月21日閲覧。
2. ↑  “登山補給站-海岸山脈溫泉巡禮(利吉溫泉)”. 2017年5月21日閲覧。